# Coleophora chenopodii
Coleophora chenopodii là một loài bướm đêm thuộc họ Coleophoridae. Nó được tìm thấy ở Nhật Bản.
Sải cánh dài khoảng 13 mm.
Ấu trùng ăn Chenopodium album. Ấu trùng ăn the seeds of the host plant until tháng 10.